# Muskarinischer Acetylcholinrezeptor

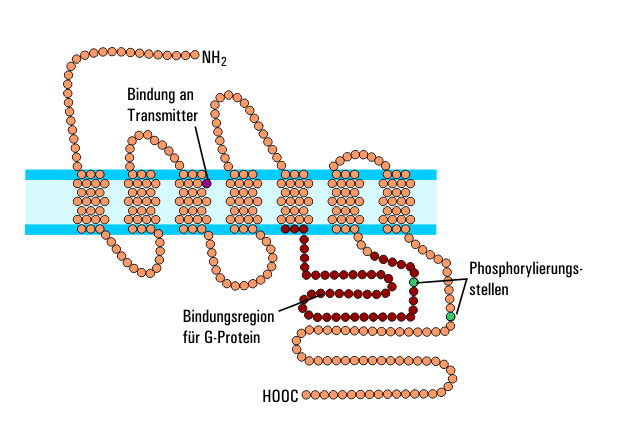
Schema eines muscarinischen ACh-Rezeptors

Muskarinische Acetylcholinrezeptoren, auch muskarinerge, muskarinartige oder Muskarinrezeptoren, sind membranständige Rezeptoren, die im parasympathischen Nervensystem vorkommen und als Substrat den Neurotransmitter Acetylcholin (ACh) binden (Acetylcholinrezeptoren), aber auch von Muskarin aktiviert werden können. Diese Rezeptoren gehören zur Gruppe der G-Protein-gekoppelten Rezeptoren.

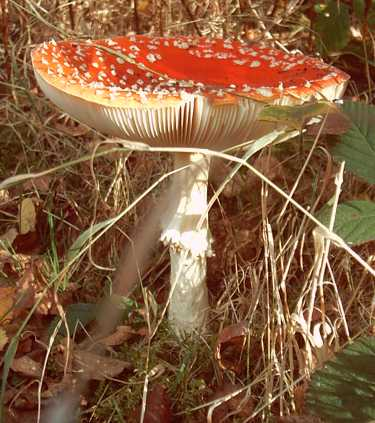
Amanita muscaria, der Pilz, aus dem das Muskarin isoliert wurde.

Strukturformel von L(+)-Muskarin, Gegenion nicht abgebildet.

## Reaktionsweg
Der Reaktionsweg bei Aktivierung der muskarinischen ACh-Rezeptoren (M1, M3, M5) ist recht komplex und läuft über das Phosphoinositol-System. Über ein G-Protein (Gq) wird im ersten Schritt die membranständige Phospholipase C (PLC) aktiviert. Der Angriffspunkt dieses Enzyms ist das Phosphatidylinositol-4,5-bisphosphat (PIP2), ein Bestandteil der Zellmembran. Im Gehirn ist die Fettsäurezusammensetzung dieses Lipids ungewöhnlich einheitlich.
Die PLC spaltet von diesem Phospholipid das Inositoltrisphosphat (IP3) ab, das ins Cytoplasma diffundiert. Das verbleibende Diacylglycerin (DAG) verbleibt in der Membran.
Im Cytoplasma setzt dann IP3 aus intrazellulären Speichern des Endoplasmatischen Retikulums Ca2+ frei, wodurch eine ganze Reihe von biochemischen Prozessen in Gang gebracht wird.
An das membranständige DAG kann sich die Proteinkinase C anlagern. Dabei wird unter Mitwirkung von Ca2+ dann die katalytische Domäne des Enzyms freigelegt. Über eine Phosphorylierung von Zellproteinen mit Hilfe des Adenosintriphosphats kommen dann weitere Mechanismen in der Zelle in Gang.
Beide Systeme (IP3 und DAG) können sowohl unabhängig voneinander arbeiten als auch sich gegenseitig verstärken.
Der Reaktionsweg des M2- und M4-Rezeptors ist von den anderen verschieden. Über die βγ-Untereinheit eines (inhibitorischen) Gi-Proteins wird ein rezeptorgesteuerter Kaliumkanal aktiviert und gleichzeitig über die α-Untereinheit die Adenylatcyclase inhibiert. Die erhöhte Kaliumleitfähigkeit (IKACh-Strom) bewirkt eine Hyperpolarisation der Zelle. (Siehe Erregungsbildung in Zellen, Aktionspotential)

## Aufbau

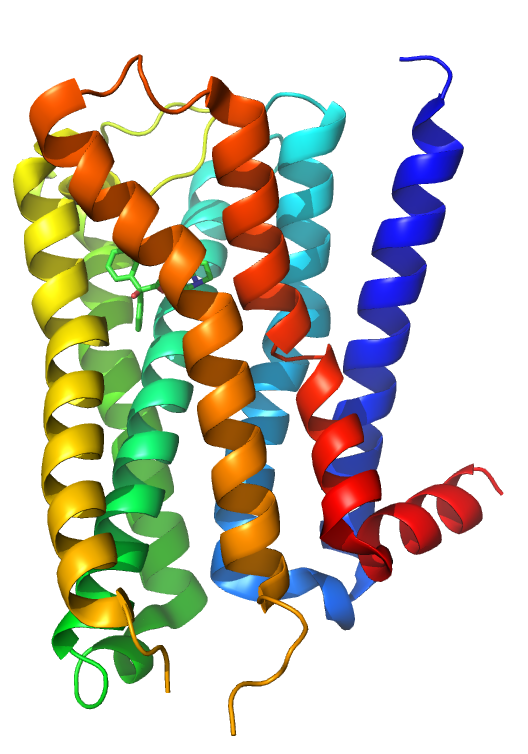
Schema der Struktur eines muscarinischen Acetylcholin-Rezeptor vom Typ M_{2}

Der molekulare Aufbau des muskarinergen ACh-Rezeptors (mAChR) ist von dem des nicotinergen gänzlich verschieden. Er besteht aus einer zusammenhängenden Kette von etwa 400–500 Aminosäuren. Diese durchspannt die Zellmembran mit 7 Transmembrandomänen (TMs), die jeweils eine α-Helix-Struktur aufweisen (Heptahelikaler Rezeptor). Das aminoterminale Ende (N-Terminus) liegt außerhalb der Zelle (extrazellulär), das Carboxy-terminale Ende (C-Terminus) intrazellulär. Auf der cytoplasmatischen Seite ist der Rezeptor an ein GTP-bindendes Protein (G-Protein) gekoppelt, das die weitere Signaltransduktion bewirkt. Man ordnet ihn daher in die Familie der G-Protein-gekoppelten Rezeptoren ein. Wie auch beim nicotinergen ACh-Rezeptor exprimiert der Körper in verschiedenen Geweben unterschiedliche Isoformen (Subtypen) des Rezeptors, sie werden mit M1-M5 nummeriert, und weisen folgende Verteilung auf:
- M1 ist der neuronale Typ im Gehirn, z. B. im Corpus striatum
- M2 am Herzen, an postganglionären Neuronen des Parasympathikus, die die Kontraktilität und Herzfrequenz senken.
- M3 ist der mAChR der glatten Muskulatur der Gefäße und der Drüsen (z. B. Speicheldrüsen, Bauchspeicheldrüse). M3 ist auch in den Belegzellen des Magens für die Salzsäureproduktion vorhanden.
- M4 und M5 sind noch nicht endgültig charakterisiert, man weiß um ihr Vorkommen im Gehirn. Forschungsergebnisse aus Japan besagen, dass M5 die Vasodilatation an cerebralen Arteriolen und die Dopaminfreisetzung im Striatum bewirkt.

Die Rezeptoren sind in geringem Maße auch in anderen Geweben gefunden worden.
Die Rezeptoren unterscheiden sich in ihrer Pharmakokinetik, d. h., sie können unterschiedlich gut durch verschiedene Wirkstoffe angesprochen werden (s. u.).

## Funktion und medizinische Bedeutung
Aufgrund des weiten Vorkommens dieses Rezeptors ergeben sich eine Fülle von Funktionen.

### M1-Rezeptor
Im Gehirn nimmt das Acetylcholin über den M1-Rezeptor Einfluss auf kognitive Fähigkeiten wie Lernen und Aufmerksamkeit. Gemeinsam mit dem nicotinergen Acetylcholinrezeptor ist der M1 die Ursache für die delirant halluzinogene Wirkung einiger Drogen. Die Betelnuss (Frucht von Areca catechu) wird von vielen Menschen vor allem in Indien gekaut. Das darin enthaltene agonistisch wirkende Parasympathomimetikum Arecolin gelangt über die Blut-Hirn-Schranke ins Gehirn und übt dort die euphorisierende und stimulierende Wirkung aus. Ebenfalls – wenngleich über einen entgegengesetzten, antagonistischen (parasympatholytischen) Effekt – werden Stechapfel (Datura stramonium), Tollkirsche (Atropa belladonna) und Bilsenkraut (Hyoscyamus niger) des Hyoscyamins und Scopolamins wegen genutzt. Über die Basalganglien hat Acetylcholin Einfluss auf die Parkinson-Erkrankung. Hier ist es die Ursache für die Störungen des extrapyramidalmotorischen Systems (Ruhetremor, Muskelrigidität), dies jedoch nur, weil ein Dopaminmangel vorliegt, der zu einem relativen Acetylcholinüberschuss führt. Die Arzneistoffe Benzatropin und Biperiden werden den Erkrankten gegeben, um M1-Rezeptoren im Striatum zu blockieren und somit das Leiden zu mindern.

### M2-Rezeptor

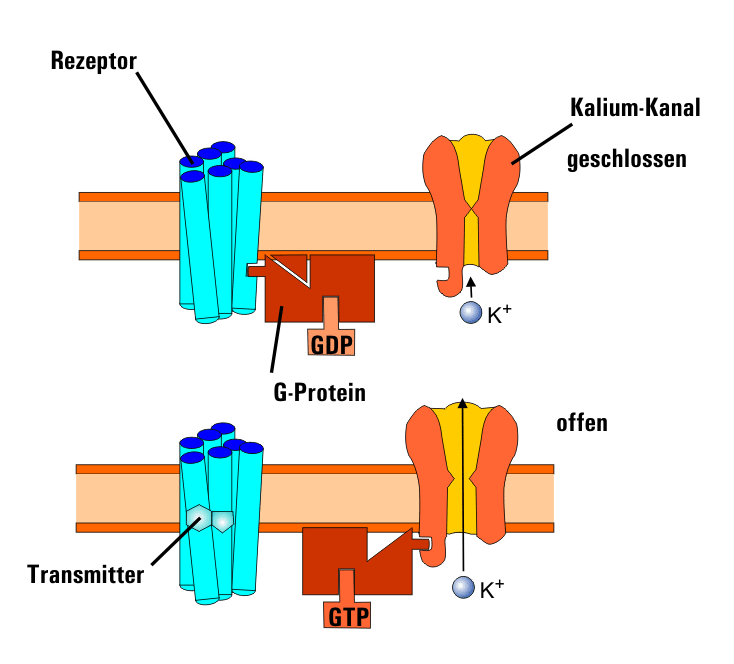
Schema der Wirkung des M_{2}-Rezeptors am Herzen

Am Herzen befindet sich der M2-Rezeptorsubtyp, welcher durch den Parasympathikus angesteuert wird und am Herzen negativ dromotrop, negativ chronotrop und indirekt auch negativ inotrop wirkt.
Dies wird über zwei Mechanismen in den Schrittmacherzellen des Herzens im Sinus- bzw. AV-Knoten erreicht:
1. Eine Hemmung der Adenylylcyclase über ein Gαi-Protein und damit Senkung von cAMP.
Hierdurch wird ein hemmender Einfluss auf den HCN-Kanal („funny channel“, If) ausgeübt. Dieser ist verantwortlich für den Schrittmacherstrom, einen Na+-Einwärtsstrom am Anfang der Depolarisationsphase:
Durch die Hemmung verzögert sich die Depolarisation der Zellen.
2. Acetylcholin aktiviert über den M2-Rezeptor die βγ-Untereinheit des heterotrimeren Gi Proteins, welches den rezeptorgesteuerten Kaliumkanal GIRK (engl.: G protein activated inwardly rectifying K+ channel; auch Kir3.x) aktiviert. Hierdurch vergrößert sich die Kaliumleitfähigkeit (Strom: IKACh). Eine erhöhte Kaliumleitfähigkeit hat eine Hyperpolarisation der Zelle zur Folge. Ursache ist die größere Anzahl von K+-Ionen, die jetzt aus der Zelle herausströmen. Damit wird das Ruhepotential negativer sowie stabiler, entfernt sich also länger vom Schwellenpotential. Dementsprechend ist die Zelle schwerer depolarisierbar.
Pharmakologisch wirken auf den M2-Rezeptor stimulierend besonders das Muskarin und inhibierend das Atropin bzw. speziell (S)-Hyoscyamin.
Das parasympathische System ist in der Lage, das sympathische System direkt zu hemmen. Grund hierfür sind M2-Rezeptoren, die auf der Oberfläche der sympathischen Neurone exprimiert sind und durch Stimulation über Acetylcholin aus parasympathischen Fasern hemmend wirken. Ein Beispiel hierfür ist die parasympathische Vasodilatation von Blutgefäßen durch Hemmung der vom Sympathikus vermittelten Vasokonstriktion.

### M3-Rezeptor
Kreislauf: Vom Endothel werden M3-Rezeptor exprimiert. Bei deren Aktivierung erfolgt die Synthese von NO, das relaxierend auf die gefäßumspannenden glatten Muskelzellen wirkt.
An den Genitalien bewirkt ACh über den M3-Rezeptor die Produktion von Stickstoffmonoxid (NO). NO wirkt als Vasodilatator, d. h., es kommt zur verstärkten Durchblutung und somit zur Erektion des Penis und der großen Schamlippen.
An den Bronchien wirkt Acetylcholin bronchospastisch, d. h., die Bronchienmuskulatur (M3-Rezeptor) kontrahiert sich und verengt die Luftwege. Dies hat große Bedeutung beim COPD. Ipratropium ist ein Antagonist des mAChR und wirkt durch Inhalation bronchodilatatorisch, erweitert also die Luftwege und kann daher zur COPD-Therapie und als Reservemittel in der Behandlung von Asthma bronchiale genutzt werden.
An den Belegzellen des Magens wirkt ACh an M3-Rezeptoren mit bei der Salzsäure-Sekretion.
Das Sjögren-Syndrom ist eine Autoimmunerkrankung, bei der das Immunsystem die Körperdrüsen angreift. Folge ist unter anderem Mundtrockenheit. Diesen Patienten kann mit Pilocarpin geholfen werden. Dieser Arzneistoff stimuliert besonders die M3-Rezeptoren. Aus diesem Grund wird er auch zur Diagnose der Mukoviszidose benutzt. Wegen durch die Krankheit bedingter mangelnder Natriumreabsorption und gleichzeitiger Stimulation der Schweißdrüsen zur Schweißproduktion entsteht ein sehr natriumreicher Schweiß.

### Muskarinischer ACh-Rezeptor am Auge
Die Akkommodation des Auges sowie die Weite der Pupille werden ebenfalls über den muskarinergen ACh-Rezeptor eingestellt. Der Augenarzt benutzt Atropin-Derivate wie z. B. Homatropin (Atropin selbst wirkt bis zu zwölf Tage und ist deshalb nur zur therapeutischen Mydriasis geeignet), um die Pupillen zu vergrößern und den Augenhintergrund besser betrachten zu können (Ophthalmoskopie). Den gleichen Hintergrund hat auch der Gebrauch von Hyoscyamin unter dem Namen Belladonna. In der Vergangenheit haben Frauen sich den Saft der Tollkirsche in die Augen geträufelt, um große Pupillen zu bekommen und damit einem Schönheitsideal zu entsprechen.
Carbachol und Pilocarpin, die beide den mAChR stimulieren, werden in der Winkelblockglaukom-Therapie angewandt, da durch die Verengung der Pupille der Abfluss des Kammerwassers durch den Schlemm-Kanal verbessert wird.